# Victoria International 2009
Die Victoria International 2009 im Badminton fanden vom 26. bis zum 28. Juni 2009 in Albert Park statt.

## Sieger und Platzierte
| Disziplin    | Gold                       | Silber                       | Bronze                             |
| ------------ | -------------------------- | ---------------------------- | ---------------------------------- |
| Herreneinzel | Markus Fernaldi Gideon     | Joe Wu                       | James Paybody                      |
| Herreneinzel | Markus Fernaldi Gideon     | Joe Wu                       | Boris Ma                           |
| Dameneinzel  | Renuga Veeran              | Leisha Cooper                | Deyanira Angulo                    |
| Dameneinzel  | Renuga Veeran              | Leisha Cooper                | Erica Pong                         |
| Herrendoppel | Ben Walklate Glenn Warfe   | Ben McCarthy Raj Veeran      | Kevin Dennerly-Minturn Henry Tam   |
| Herrendoppel | Ben Walklate Glenn Warfe   | Ben McCarthy Raj Veeran      | Oliver Leydon-Davis Bjorn Seguin   |
| Damendoppel  | Erin Carroll Renuga Veeran | Danielle Barry Donna Haliday | Louise McKenzie Eugenia Tanaka     |
| Damendoppel  | Erin Carroll Renuga Veeran | Danielle Barry Donna Haliday | Leisha Cooper Ann-Louise Slee      |
| Mixed        | Raj Veeran Renuga Veeran   | Henry Tam Donna Haliday      | Ben McCarthy Erin Carroll          |
| Mixed        | Raj Veeran Renuga Veeran   | Henry Tam Donna Haliday      | Oliver Leydon-Davis Danielle Barry |